# Oleh Kuznjecov
Oleh Volodymyrovyč Kuznjecov (in ucraino Олег Володимирович Кузнєцов?; Magdeburgo, 22 marzo 1963) è un allenatore di calcio ed ex calciatore sovietico, dal 1992 ucraino, di ruolo difensore.

## Carriera

### Club
Fu notato a 20 vent'anni dagli osservatori della Dinamo Kiev che lo portarono in prima squadra nel 1983. Nel 1990 passò in Scozia al Rangers dove però si infortunò al legamento crociato alla sua seconda partita (contro il St. Johnstone).
Dopo quattro anni piuttosto deludenti fu acquistato nel 1994 dagli israeliani del Maccabi Haifa per giocare una stagione prima di andare a terminare la carriera in Ucraina nelle file del CSKA-Borysfen Kiev nel 1997.
Si classificò all'undicesimo posto della graduatoria del Pallone d'oro 1988 e al diciassettesimo posto nel 1989.

### Nazionale
Kuznjecov giocò per tre Nazionali di calcio. Dal 1986 al 1991 giocò con l'Unione Sovietica 58 partite andando a segno in un'occasione, partecipando ai mondiali di calcio di Messico 1986 e Italia 1990 e al campionato d'Europa 1988. Nel 1992 fu parte della selezione della Comunità degli Stati Indipendenti che partecipò al campionato d'Europa 1992. Giocò infine tre partite tra il 1992 ed il 1995 con la maglia dell'Ucraina.

## Palmarès

### Giocatore

#### Competizioni nazionali
- Campionato sovietico: 3

Dinamo Kiev: 1985, 1986, 1990
- Coppa dell'URSS: 3

Dinamo Kiev: 1985, 1987, 1990
- Campionato scozzese: 4

Rangers: 1990-1991, 1991-1992, 1992-1993, 1993-1994
- Coppa di Lega scozzese: 3

Rangers: 1990-1991, 1992-1993, 1993-1994
- Coppa di Scozia: 2

Rangers: 1991-1992, 1992-1993
- Coppa di Israele: 1

Maccabi Haifa: 1994-1995

#### Competizioni internazionali
- Coppa delle Coppe: 1

Dinamo Kiev: 1985-1986